# Kościół Podwyższenia Krzyża Świętego w Krakowie (ul. Wrony)
Kościół Podwyższenia Krzyża Świętego – kościół rzymskokatolicki znajdujący się w Krakowie, w dzielnicy X Swoszowice przy ul. Wrony 104, w Sidzinie. Posługę pełnią księża diecezjalni.

## Historia
Pomysły wybudowania kościoła w Sidzinie pojawiły się po jej przyłączeniu do Krakowa w 1973 r. Wcześniej miejscowość należała do parafii w Skawinie. Na jej terenie znajdowała się jednak tylko mała kaplica, która nie wystarczała dla tych szybko rozwijających się okolic. 20 września 1984 r. kard. Franciszek Macharski poświęcił plac i wmurował kamień węgielny pod budowę kościoła Podwyższenia Krzyża. Zaraz potem przystąpiono do budowy. 10 sierpnia 1986 r. kard. Macharski konsekrował kościół w stanie surowym.